# にほんごであそぼ
『にほんごであそぼ』は、NHK教育テレビ（NHK Eテレ）とワールド・プレミアムで、2003年4月7日から放送されているテレビ番組。

## 概要
日本語の豊かな表現に親しみ、日本語感覚を身につけることを狙いとする言語バラエティ番組。同局で放送している『えいごであそぼ』の概念を、日本語で引き継ぐ形をとっている。毎回文学作品や古典、漢詩・漢文の有名な文を取り上げている。
著書『声に出して読みたい日本語』で知られる齋藤孝が総合指導にあたる。
日本の伝統芸能の紹介や、方言による詩の朗読などもしており、落語『寿限無』や、戯曲『まちがいの狂言』からの「ややこしや」の一節が、子どもたちのあいだで流行したこともある。その人気もあってか、子どもだけでなく、幅広い年齢層で話題になった。「ややこしや」の一節は2008年、お笑い芸人のなだぎ武（ザ・プラン9）のギャグのネタのBGMにも使われた。
2004年11月には、当時同局で放送されていた音楽番組『ドレミノテレビ』と共にグッドデザイン大賞を受賞。
なお、2008年度以前は、4:3標準画質による放送を行っていたが、2009年度以降にはハイビジョン化された。
2017年度以降はデータ放送も実施しており、かるたの上の句1つと下の句3つがあり、上の句に合う下の句を当てるクイズである（解答後には意味が表示される。正解で3ポイント獲得、不正解で1ポイント獲得。数ポイントで段級位が昇格する）。2018年度から2020年度は内容が百人一首。2021年度は内容が名台詞、2022年度は四字熟語となっている。
2021年度では、朝の放送が月 - 水曜放送になった。夕方の放送はこれまで通り月 - 金曜に放送された。
2022年度より夕方の放送が水 - 金曜日の16:15 - 16:25に変更。タイトルロゴと番組内容がリニューアルされ、これまで紹介されてきた伝統的な日本語に加えて、現在の歌の歌詞やマンガの名ゼリフなどの“いまのことば”も取り上げていく。
2023年度より本放送は月曜日のみ8:35放送に変更。12年ぶりに再放送として土曜日放送が復活した。

## 放送時間

### 朝
| 期間       | 期間       | 月            | 火・水        | 木・金        | 土            |
| ---------- | ---------- | ------------- | ------------- | ------------- | ------------- |
| 2003.04.07 | 2010.03.26 | 08:00 - 08:10 | 08:00 - 08:10 | 08:00 - 08:10 | （放送なし）  |
| 2010.03.29 | 2011.03.25 | 07:25 - 07:35 | 07:25 - 07:35 | 07:25 - 07:35 | （放送なし）  |
| 2011.03.28 | 2013.03.29 | 07:30 - 07:40 | 07:30 - 07:40 | 07:30 - 07:40 | （放送なし）  |
| 2013.04.01 | 2014.03.28 | 08:40 - 08:50 | 08:40 - 08:50 | 08:40 - 08:50 | （放送なし）  |
| 2014.03.31 | 2015.03.27 | 06:35 - 06:45 | 06:35 - 06:45 | 06:35 - 06:45 | （放送なし）  |
| 2015.03.30 | 2017.03.31 | 06:45 - 06:55 | 06:45 - 06:55 | 06:45 - 06:55 | （放送なし）  |
| 2017.04.03 | 2021.03.26 | 06:35 - 06:45 | 06:35 - 06:45 | 06:35 - 06:45 | （放送なし）  |
| 2021.03.29 | 2023.03.31 | 08:25 - 08:35 | 08:25 - 08:35 | （放送なし）  | （放送なし）  |
| 2023.04.03 |            | 08:35 - 08:45 | （放送なし）  | （放送なし）  | 07:00 - 07:10 |

### 夕方
| 期間       | 期間       | 月・火        | 水            | 木            | 金            | 土            |
| ---------- | ---------- | ------------- | ------------- | ------------- | ------------- | ------------- |
| 2003.04.07 | 2004.04.02 | 17:35 - 17:45 | 17:35 - 17:45 | 17:35 - 17:45 | 17:35 - 17:45 | （放送なし）  |
| 2004.04.05 | 2006.03.31 | 17:40 - 17:50 | 17:40 - 17:50 | 17:40 - 17:50 | 17:40 - 17:50 | （放送なし）  |
| 2006.04.03 | 2009.03.27 | 16:50 - 17:00 | 16:50 - 17:00 | 16:50 - 17:00 | 16:50 - 17:00 | （放送なし）  |
| 2009.03.30 | 2011.03.25 | 17:05 - 17:15 | 17:05 - 17:15 | 17:05 - 17:15 | 17:05 - 17:15 | （放送なし）  |
| 2011.03.28 | 2011.09.24 | 17:15 - 17:25 | 17:15 - 17:25 | 17:15 - 17:25 | 17:15 - 17:25 | 17:50 - 18:00 |
| 2011.09.26 | 2015.03.27 | 17:15 - 17:25 | 17:15 - 17:25 | 17:15 - 17:25 | 17:15 - 17:25 | （放送なし）  |
| 2015.03.30 | 2017.03.31 | 17:10 - 17:20 | 17:10 - 17:20 | 17:10 - 17:20 | 17:10 - 17:20 | （放送なし）  |
| 2017.04.03 | 2022.04.01 | 17:00 - 17:10 | 17:00 - 17:10 | 17:00 - 17:10 | 17:00 - 17:10 | （放送なし）  |
| 2022.04.04 | 2023.03.31 | （放送なし）  | 16:15 - 16:25 | 16:15 - 16:25 | 16:15 - 16:25 | （放送なし）  |
| 2023.04.03 |            | （放送なし）  | （放送なし）  | 15:35 - 15:45 | （放送なし）  | （放送なし）  |

## 主なコーナー
2020年現在の主なコーナー。
ひこうき山陽たんけんたい
さまざまな名文が書かれたり詠まれたりした土地を神田山陽が実際に訪れ、名文が生まれた背景を実際に体感するコーナー。
およおよ
古今東西の名作物語の冒頭のさわりの部分を神田山陽が解説する。イラストはヨシタケシンスケ。およおよとは、「大きくなったら読んでほしい、お話の予告編」（おおきくなったらよんでほしい、おはなしのよこくへん）の略語である。
おのまとペア
白Aの二人が、プロジェクションマッピングを用いてオノマトペを映しながら、それにちなんだパントマイムをする。
コニちゃんの相撲の決まり手
コニちゃんが、大相撲の決まり手を歌に乗せて説明する。
絵合わせ百人一首
小倉百人一首の下の句の札にも絵が書いてあり、上の句の札の絵と合わせて短歌と絵を完成させる。かるたのデザインは仲條正義。2021年現在では、マジ・しゃんいちろう（神尾晋一郎）の新コーナー「マジ百人一首」としてマジックを驚かしている。
百人一首劇場
小倉百人一首の和歌を、人形劇でコミカルに解説する。
花鹿亭（はなしかてい）
移動式の高座を用いて、街中のあらゆるところで行う寄席。演目は必ず寿限無のアレンジもの。
ごもじもじ
視聴者参加コーナー。身近な出来事や感想を五・七・五調で言葉にする。俳句ではないので季語は必要ない。
ややこしや
視聴者参加コーナー。野村萬斎が踊る｢ややこしや｣に合わせて踊る動画を投稿する。
投稿いろはかるた
視聴者参加コーナー。番組で作った｢にほんごであそぼ いろはかるた｣の文句を暗唱する。
名文を言ってみよう!
視聴者参加コーナー。寿限無、祇園精舎（平家物語の冒頭）、枕草子の春・夏・秋・冬の各段、雨ニモマケズのどれかを暗唱する。
あいだのじいさん
あいだのじいさん（声 - 中尾隆聖）が視聴者に対して日本語における意味深長な事を話してくる。

## 出演者

### 出演者
- のはーな（南野巴那）
2022年度より番組の新MCとして登場。歌の中から”ことのはーな”を見つけたり、”ことのはーな”の響きにあわせてダンスをしたり、ことばを存分に楽しむ。
- おおたか静流（歌手）
劇中の歌やSEの声を担当するが、『でんでらりゅうば』『ぴっとんへべへべ』などで本人が登場することもあった。2022年9月5日逝去。
- ラッキィ池田（振付家）
劇中の歌の振り付けを担当するが『らららのら』などで本人が登場することもある。
- 中村勘九郎（歌舞伎役者）
2014年度より歌舞伎のコーナーに登場。
子息の三代目中村勘太郎、2016年度からは二代目中村長三郎も出演している。
2014年度より中村屋門弟の三代目中村いてう及び七代目中村仲助の2名が出演しているが、2023年度よりフリー歌舞伎役者・土橋慶一も起用している。
- 齋藤孝（明治大学文学部教授）
総合指導担当。2023年度より顔出し出演し、学校などで名文やそれにまつわる蘊蓄を紹介する。
- 津田健次郎（俳優）
2023年度より、朗読コーナーに出演する。
- 高杉真宙（俳優）
2023年度6月より、朗読コーナーに出演する。
- 青柳美扇（書道家）
2023年度より出演。その日のテーマになる言葉を書に表す。
- ぐうたら　ちんたら（声 - 世田一恵）
2023年度より「ぐうたら　ちんたら」のコーナーに登場。
- 辻笙
2024年度より出演。一枚の紙から様々な生き物を鮮やかに生み出す。

#### 過去の出演者
- 小錦八十吉（タレント・力士）
お父さんの椰子の木とお母さんのキラウェア火山から生まれた、鬼をモチーフとしたキャラクターコニちゃんとして出演。全身に黄色いトゲが沢山付いたオレンジ色の衣装を着用する。自らの体を球体化させる不思議な力を持つ。球体化している間は手足はもちろん顔も無くなるが、人間時と同じように話したり自分で動いたり出来る。相撲が得意。
2014年度まではメインMCとして、主にスタジオでのコーナーで登場。2007年度と2008年度はハワイに移住のためメインMCを一旦降板し、里帰り中という設定で不定期に出演。映像も現地で収録されたものが多かったが、2008年中盤からは不定期ながら国内収録にも参加するようになり、2009年度から完全復帰。2015年度以降は一部の月の歌と「コニちゃんの相撲の決まり手」のコーナー出演のみとなっていた。
2010年9月以前はKONISHIKI名義で出演していた。
- 神田山陽（講談師）
番組開始当初から「さんよう、さんよう」「かたる[注 2]」などのコーナーレギュラーだったが、2007年度と2008年度はコニちゃんに代わりメインMCを務めていた。
2008年度後半から出番が減少し、2009年度より正式にコーナーレギュラーに戻っていた。
- 野村萬斎（狂言師）[3]
狂言のコーナーに登場。白地に青の縦縞の燕尾服で登場することが多い。
狂言以外にも宮沢賢治や中原中也の詩のコーナーにも出る。またニワトリやカエルなどの動物の扮装をすることもある。また、父親の野村万作が主宰を務める万作の会と出演することが多い。
子役との共演も多く、2015年度より子息の野村裕基も出演していた。
- 前橋聖丈[4]
2003年度から2007年度まで狂言コーナーに登場の子役。
- 竹本織太夫（人形浄瑠璃文楽・太夫）
2005年度より浄瑠璃のコーナーに登場し太夫を務めていた。
2018年1月以前は初代豊竹咲甫太夫名義で出演していた。
2015年度より子息の二代目豊竹咲甫太夫も出演していた。
- 鶴澤清介（人形浄瑠璃文楽・三味線）
同上。2005年度より三味線の演奏を行っていた。
- 桐竹勘十郎（人形浄瑠璃文楽・人形遣い）
同上。2011年度より人形の操演を行っていた。
- 国本武春（歌手・三味線弾き）
2005年度よりうなりやベベン、2012年12月28日「元気コンサート in 福島」よりごもじも爺さんの役。スタッフロールのクレジットもうなりやベベンとなっていた。
番組上うなりやベベンは国本武春の一番弟子という設定であり、2015年12月24日の国本の逝去[5]後も、うなりやベベンは生き続けることがNHKからアナウンスされ[6]、以降の公開収録においても、うなりやベベン本人が来られないという断りを入れた上で映像のみで出演していた。パペット人形「ベベンくん」としても出演。2015年12月24日逝去。
- 佐藤通芳（三味線弾き）
2016年9月4日「にほんごであそぼ 元気コンサート in 福岡太宰府」より登場。うなりやミッチェルの役。スタッフロールのクレジットもうなりやミッチェルとなっていた。うなりやベベンの一番弟子。
- 柳家花緑 （落語家）[7]
2003年度から2006年度まで「小噺」のコーナーや「にたものことば」「花禄家の人々」に登場し、落語の世界をわかりやすく伝えた。
- 市川猿之助（歌舞伎役者）
2010年度 - 2012年度まで歌舞伎のコーナーに登場。片目だけ歌舞伎の化粧をして着物を着ている。
2012年6月以前は市川亀治郎名義で出演していた。
- 松元ヒロ
鹿児島生まれ。桜島から顔を出して、世界共通語のパントマイムでだれとでも友達になるキャラクター。
- K.E.N-DIGIT（フィンガーダンサー）
2014年度から2015年度2月まで手でひらがなの文字を再現するフィンガーフォントのコーナーに登場。
- 藤原道山（尺八演奏家）
2014年度より、音色を言葉で表現する「唱歌（しょうが）」のコーナーに登場していた。
月の歌の作曲も行い、番組内で尺八の演奏も披露していた[注 3]。
- 白A（エンターテインメント集団）
2014年度より「ぎお〜ん ごー」などのコーナーに登場。
プロジェクションマッピングを用い「擬音」を視覚的に表現した。
- 美輪明宏（タレント）[8]
2016年度から2021年度まで登場。太陽をモチーフにしたCGキャラクターみわサンの声を担当。きょうの名文も担当した。
- 池田鉄洋（脚本家）
2017年度から2021年度まで「百人一首劇場」のコーナーの脚本と声（ひゃくにん・いっしゅ役）を担当。
- 花鹿亭のみなさん（三遊亭王楽、立川志の八、瀧川鯉八、桂宮治（落語家）） 
2017年度から2021年度まで番組内の「花鹿亭（はなしかてい）」のコーナーにおいてオリジナルの落語を披露。
- 柳家わさび（落語家）
2017年度から2021年度まで花鹿亭のみなさんとして番組内の「花鹿亭（はなしかてい）」、2022年度から2024年度まで単独でコーナーにおいてオリジナルの落語を披露していた。
- あいだのじいさん（声 - 中尾隆聖）
2020年度より「あいだのじいさん」のコーナーに登場。何かと何かの間に挟まれるのが大好きなじいさん。
- マジ・しゃんいちろう（神尾晋一郎（マジシャン））
2021年度より登場。得意のマジックでみんなを驚かせるキャラクター。

### こどもたち
5代目（2017年度 - 2025年度現在）
- さく（中村彩玖）[9]…天女
- えいと（川原瑛都）…河童
- あき（川田秋妃）…天女

4代目、5代目のこどもたちには個人別にキャラクターが設定され、それぞれに専用の衣装が設定されていた。

#### 過去のこどもたち
初代（2003年度 - 2012年度）
- つばさ（小林翼）[11]
- りょうたろう（石原涼太郎）[12]
- りか（河野梨花）
- ゆい（與那覇結衣）[13]

2代目（2006年度 - 2007年度）
- そう（杉山颯）[14]
- いぶき（小山田伊吹）[15]
- かな（斎藤夏奈）
- ありさ（樋口愛梨彩）[16]

3代目（2008年度 - 2022年度）
- あもん（加部亜門）[17]
- てるみ（長島暉実）[18]
- ほのか（森穂乃佳）[19]
- さつき（奥森皐月）[20]
- りんか（中山凜香）[21][22]
- かいと（小林櫂人）[21]
- まり（田辺まり）[23]

2017年度より、あもん、てるみ、かいとは「ちーむ☆ひこ星」ほのか、さつき、りんか、まりは「ちーむ・をとめ座」とHP上で紹介されていた。
4代目（2013年度 - 2016年度）
- つきか（秋葉月花）…天女
- さゆき（八嶋咲幸）…河童

4代目（2013年度 - 2019年度）
- けいと（杉園啓仁）[24]…天狗
- ひなこ（大石日奈子）[25]…地蔵

4代目（2013年度 - 2022年度）
- はるとも（小山春朋）[26]…雷様

6代目（2021年度 - 2022年度）
- もな（モナ・ルーシー）
- しもん（シモン・イヴァノフ）
- しょうま（阿久津将真）
- あかり（沼田明莉）
- こうせい（近江晃成）
- ののか（村方乃々佳）
- かんな（デメル楓菜）

### ナレーション
榊寿之（元NHKアナウンサー）（声のみ）
ラジカセくんのスイッチを入れると彼のナレーションが入る。
松坂桃李（俳優）（声のみ）
2022年度の漫画の名セリフで彼のナレーションが入る。

### 変遷

#### 2003 - 2005年度
- スタジオMC
  - 小錦八十吉
- コーナーレギュラー
  - 神田山陽、野村萬斎、野村万作、前橋聖丈、豊竹咲甫太夫、鶴澤清介、おおたか静流 、国本武春、柳家花緑
- こどもたち
  - 小林翼、石原涼太郎、河野梨花、與那覇結衣
- ナレーション
  - 榊寿之

#### 2006年度
- スタジオMC
  - 小錦八十吉
- コーナーレギュラー
  - 神田山陽、野村萬斎、野村万作、前橋聖丈、豊竹咲甫太夫、鶴澤清介、おおたか静流、国本武春、柳家花緑
- こどもたち
  - 小林翼、石原涼太郎、河野梨花、與那覇結衣、杉山颯、小山田伊吹、斎藤夏奈、樋口愛梨彩
- ナレーション
  - 榊寿之

#### 2007年度
- スタジオMC
  - 神田山陽（コーナーレギュラーからスタジオMCに変更）
- コーナーレギュラー
  - 小錦八十吉（スタジオMCからコーナーレギュラーに変更）、野村萬斎、野村万作、前橋聖丈、豊竹咲甫大夫、鶴澤清介、おおたか静流、国本武春
- こどもたち
  - 小林翼、石原涼太郎、河野梨花、與那覇結衣、杉山颯、小山田伊吹、斎藤夏奈、樋口愛梨彩
- ナレーション
  - 榊寿之

#### 2008年度
- スタジオMC
  - 神田山陽
- コーナーレギュラー
  - 小錦八十吉、野村萬斎、野村万作、豊竹咲甫太夫、鶴澤清介、おおたか静流、国本武春
- こどもたち
  - 小林翼、石原涼太郎、河野梨花、與那覇結衣、加部亜門、長島暉実、森穂乃佳、奥森皐月、中山凜香、小林櫂人、田辺まり
- ナレーション
  - 榊寿之

#### 2009年度
- スタジオMC
  - 小錦八十吉（コーナーレギュラーからスタジオMCに戻る）
- コーナーレギュラー
  - 神田山陽（スタジオMCからコーナーレギュラーに戻る）、野村萬斎、野村万作、豊竹咲甫太夫、鶴澤清介、おおたか静流、国本武春
- こどもたち
  - 小林翼、石原涼太郎、河野梨花、與那覇結衣、加部亜門、長島暉実、森穂乃佳、奥森皐月、中山凜香、小林櫂人、田辺まり
- ナレーション
  - 榊寿之

#### 2010 - 2012年度
- スタジオMC
  - 小錦八十吉
- コーナーレギュラー
  - 神田山陽、野村萬斎、豊竹咲甫太夫、鶴澤清介、桐竹勘十郎、おおたか静流、国本武春、市川猿之助[注 4]、ラッキィ池田
- こどもたち
  - 小林翼、石原涼太郎、河野梨花、與那覇結衣、加部亜門、長島暉実、森穂乃佳、奥森皐月、中山凜香、小林櫂人、田辺まり
- ナレーション
  - 榊寿之

#### 2013年度
- スタジオMC
  - 小錦八十吉
- コーナーレギュラー
  - 神田山陽、野村萬斎、豊竹咲甫太夫、鶴澤清介、桐竹勘十郎、おおたか静流、国本武春、ラッキィ池田、松元ヒロ、K.E.N-DIGIT
- こどもたち
  - 加部亜門、長島暉実、森穂乃佳、奥森皐月、中山凜香、小林櫂人、田辺まり、小山春朋、秋葉月花、杉園啓仁、大石日奈子、八嶋咲幸
- ナレーション
  - 榊寿之

#### 2014年度
- スタジオMC
  - 小錦八十吉
- コーナーレギュラー
  - 神田山陽、野村萬斎、豊竹咲甫太夫、鶴澤清介、桐竹勘十郎、おおたか静流、国本武春、ラッキィ池田、松元ヒロ、K.E.N-DIGIT、中村勘九郎、波野七緒八、中村いてう、中村仲助、藤原道山、白A
- こどもたち
  - 加部亜門、長島暉実、森穂乃佳、奥森皐月、中山凜香、小林櫂人、田辺まり、小山春朋、秋葉月花、杉園啓仁、大石日奈子、八嶋咲幸
- ナレーション
  - 榊寿之

#### 2015年度
- コーナーレギュラー
  - 小錦八十吉（再びコーナーレギュラーになる）、神田山陽、野村萬斎、野村裕基、豊竹咲甫太夫、坪井寿雄、鶴澤清介、桐竹勘十郎、おおたか静流、国本武春、ラッキィ池田、松元ヒロ 、中村勘九郎、波野七緒八、中村いてう、中村仲助、藤原道山、白A
- こどもたち
  - 加部亜門、長島暉実、森穂乃佳、奥森皐月、中山凜香、小林櫂人、田辺まり、小山春朋、秋葉月花、杉園啓仁、大石日奈子、八嶋咲幸
- ナレーション
  - 榊寿之

#### 2016年度
- スタジオMC
  - みわサン（声：美輪明宏）
- コーナーレギュラー
  - 小錦八十吉、神田山陽、野村萬斎、野村裕基、豊竹咲甫太夫、坪井寿雄、鶴澤清介、桐竹勘十郎、おおたか静流、国本武春、佐藤通芳、ラッキィ池田、松元ヒロ、中村勘九郎、波野七緒八、波野哲之、中村いてう、中村仲助、藤原道山、白A
- こどもたち
  - 加部亜門、長島暉実、森穂乃佳、奥森皐月、中山凜香、小林櫂人、田辺まり、小山春朋、秋葉月花、杉園啓仁、大石日奈子、八嶋咲幸
- ナレーション
  - 榊寿之

#### 2017 - 2019年度
- スタジオMC
  - みわサン（声：美輪明宏）
- コーナーレギュラー
  - 小錦八十吉、神田山陽、野村萬斎、野村裕基、竹本織太夫、豊竹咲甫太夫、鶴澤清介、桐竹勘十郎、おおたか静流、国本武春、佐藤通芳、ラッキィ池田、松元ヒロ、中村勘九郎、中村勘太郎、中村長三郎、中村いてう、中村仲助、藤原道山、白A、池田鉄洋、三遊亭王楽、立川志の八、柳家わさび、瀧川鯉八、桂宮治
- こどもたち
  - 加部亜門、長島暉実、森穂乃佳、奥森皐月、中山凜香、小林櫂人、田辺まり、小山春朋、杉園啓仁、大石日奈子、中村彩玖、川原瑛都、川田秋妃
- ナレーション
  - 榊寿之

#### 2020年度
- スタジオMC
  - みわサン（声：美輪明宏）
- コーナーレギュラー
  - 小錦八十吉、神田山陽、野村萬斎、野村裕基、竹本織太夫、豊竹咲甫太夫、鶴澤清介、桐竹勘十郎、おおたか静流、国本武春、佐藤通芳、ラッキィ池田、松元ヒロ、中村勘九郎、中村勘太郎、中村長三郎、中村いてう、中村仲助、藤原道山、白A、池田鉄洋、三遊亭王楽、立川志の八、柳家わさび、瀧川鯉八、桂宮治、中尾隆聖
- こどもたち
  - 加部亜門、長島暉実、森穂乃佳、奥森皐月、中山凜香、小林櫂人、田辺まり、小山春朋、中村彩玖、川原瑛都、川田秋妃
- ナレーション
  - 榊寿之

#### 2021年度
- スタジオMC
  - みわサン（声：美輪明宏）
- コーナーレギュラー
  - 小錦八十吉、神田山陽、野村萬斎、野村裕基、竹本織太夫、豊竹咲甫太夫、鶴澤清介、桐竹勘十郎、おおたか静流、国本武春、佐藤通芳、ラッキィ池田、松元ヒロ、中村勘九郎、中村勘太郎、中村長三郎、中村いてう、中村仲助、藤原道山、白A、池田鉄洋、三遊亭王楽、立川志の八、柳家わさび、瀧川鯉八、桂宮治、中尾隆聖、神尾晋一郎
- こどもたち
  - 加部亜門、長島暉実、森穂乃佳、奥森皐月、中山凜香、小林櫂人、田辺まり、小山春朋、中村彩玖、川原瑛都、川田秋妃、モナ・ルーシー、シモン・イヴァノフ、阿久津将真、沼田明莉、近江晃成、村方乃々佳、デメル楓菜
- ナレーション
  - 榊寿之

#### 2022年度
- スタジオMC
  - 南野巴那
- コーナーレギュラー
  - 小錦八十吉、神田山陽、野村萬斎、野村裕基、竹本織太夫、豊竹咲甫太夫、鶴澤清介、桐竹勘十郎、おおたか静流、国本武春、佐藤通芳、ラッキィ池田、松元ヒロ、中村勘九郎、中村勘太郎、中村長三郎、中村いてう、中村仲助、藤原道山、白A、柳家わさび、中尾隆聖、神尾晋一郎
- こどもたち
  - 加部亜門、長島暉実、森穂乃佳、奥森皐月、中山凜香、小林櫂人、田辺まり、小山春朋、中村彩玖、川原瑛都、川田秋妃、モナ・ルーシー、シモン・イヴァノフ、阿久津将真、沼田明莉、近江晃成、村方乃々佳、デメル楓菜
- ナレーション
  - 榊寿之、松坂桃李

#### 2023年度
- スタジオMC
  - 南野巴那
- コーナーレギュラー
  - 神田山陽、竹本織太夫、 豊竹咲甫太夫、鶴澤清介、桐竹勘十郎、おおたか静流、ラッキィ池田、中村勘九郎、中村勘太郎、中村長三郎、中村いてう、中村仲助、土橋慶一、藤原道山、柳家わさび、齋藤孝、津田健次郎、高杉真宙、青柳美扇、世田一恵

- こどもたち
  - 中村彩玖、川原瑛都、川田秋妃

#### 2024年度
- スタジオMC
  - 南野巴那
- コーナーレギュラー
  - おおたか静流、ラッキィ池田、中村勘九郎、中村勘太郎、中村長三郎、中村いてう、中村仲助、土橋慶一、柳家わさび、齋藤孝、津田健次郎、高杉真宙、青柳美扇、世田一恵、辻笙
- こどもたち
  - 中村彩玖、川原瑛都、川田秋妃

#### 2025年度
- スタジオMC
  - 南野巴那
- コーナーレギュラー
  - おおたか静流、ラッキィ池田、中村勘九郎、中村勘太郎、中村長三郎、中村いてう、中村仲助、土橋慶一、齋藤孝、津田健次郎、高杉真宙、青柳美扇、世田一恵、辻笙
- こどもたち
  - 中村彩玖、川原瑛都、川田秋妃

## 番組で歌われた曲
【オリジナル曲】
- おっと合点承知之助音頭
- かんかんづくし
- かぞえてナンボ
- 一茶の雀
- いろは！
- いっさやっちゃ
- まくらことば
- がらぴい
- やまなし
- そうとうほんきの助数詞マンボ
- らららのら
- ことわざしりとり
- 月のうた
- 竹
- しゃばじゃばじゃ
- はるはあけぼの
- 寿限無
- でんでらりゅうば
- ぴっとんへべへべ
- 恋そめし
- どすこい!相撲の決まり手
- 華麗に鼻濁音

【番組でメロディがつけられた文学作品】
- 赤田首里殿内
- 私と小鳥と鈴と
- 春眠
- 小さき者へ
- 祇園精舎
- 吾輩は猫である
- 風の又三郎
- 子らを思ふ歌
- 初恋
- こころよ
- 蜘蛛の糸
- 銀河鉄道の夜
- サーカス

## イベント
みんなそろって ややこしや!?
2012年3月に行われたイベント。教育テレビで2012年3月26日より初回放送された。
元気コンサート in 福島
2012年12月28日に福島県福島市の福島県文化センターで行われたイベント。総合テレビで2013年1月6日に初回放送された。演奏として高橋希（ピアノ）と、NHK交響楽団のメンバーである松田拓之、大宮臨太郎（以上バイオリン）、坂口弦太郎（ビオラ）、山内俊輔（チェロ）が、ゲストとして坂本龍一、藤原道山らが出演している。DVDが発売されている。
元気コンサート in 大船渡
2013年5月19日に岩手県大船渡市の大船渡市民文化会館 リアスホールで行われたイベント。「公開復興サポート 明日へ in 大船渡」の一つとして行われた。教育テレビで2013年6月3日より初回放送された。演奏として高橋希（ピアノ）と、NHK交響楽団のメンバーである松田拓之、大宮臨太郎（以上バイオリン）、坂口弦太郎（ビオラ）、山内俊輔（チェロ）が、ゲストとしてAUN J-CLASSIC ORCHESTRAらが出演している。
元気コンサート in ふれあいホール
2013年11月2日から11月4日まで東京都渋谷区のふれあいホールで行われたイベント。NHK文化祭たいけん広場2013の一つとして行われた。教育テレビで2013年11月29日より初回放送された。演奏として高橋希（ピアノ）と、NHK交響楽団のメンバーである松田拓之、大宮臨太郎（以上バイオリン）、坂口弦太郎（ビオラ）、山内俊輔（チェロ）が、ゲストとしてラッキィ池田らが出演している。
元気コンサート in 山口
2014年8月30日に山口県山口市の山口市民会館で行われたイベント。中原中也記念館開館20周年を記念して行われた。教育テレビで2014年10月6日より初回放送された。演奏として小林裕（ピアノ・オーボエ）と、NHK交響楽団のメンバーである松田拓之、高井敏弘（以上バイオリン）、坂口弦太郎（ビオラ）、西山健一（チェロ）が、ゲストとしてラッキィ池田らが出演している。
元気コンサート in 宮城
2014年11月16日に宮城県多賀城市の多賀城市民会館で行われたイベント。教育テレビで2015年1月2日に初回放送された。演奏として高橋希（ピアノ）と、NHK交響楽団のメンバーである松田拓之、大宮臨太郎（以上バイオリン）、坂口弦太郎（ビオラ）、山内俊輔（チェロ）が、ゲストとしてラッキィ池田らが出演している。
元気コンサート in 北海道
2015年5月17日に北海道根室市の根室市総合文化会館で行われたイベント。教育テレビで2015年6月28日に初回放送された。ゲストとしてラッキィ池田、OKIらが出演している。2018年7月30日（月曜日）放送分より再放送。
元気コンサート in 伊勢
2016年2月7日に三重県伊勢市の伊勢市観光文化会館で行われたイベント。教育テレビで2016年2月29日に初回放送された。ゲストとしてラッキィ池田らが出演している。うなりやベベンこと国本武春の死去については触れられず、あくまで「都合が合わず来られなかった」という設定であった。
元気コンサート in 大阪 枚方（ひらかた）
Eテレで2018年1月8日～19日まで（2週間）放送された。なお、再放送は翌週から2週間の放送。
スペシャルコンサート in 出雲 ～にっぽんづくし～
2018年8月29日に島根県立浜山体育館で開催。Eテレで11月5日から9日まで（1週間）放送された。翌々週に再放送されたほか、別途11月23日に総集編が放送された。
日本全国いいとこコンサート in 富山 砺波
2019年6月23日に富山県砺波市の砺波市文化会館で開催。Eテレで9月9日から13日まで（1週間）放送された。翌々週に再放送されたほか、別途9月28日に初回放送された。
日本全国いいとこコンサート in 熊本
2019年12月8日に熊本県宇城市の宇城市松橋総合体育文化センターで開催。熊本地震復興事業の一環として開催され、Eテレで2020年1月3日に初回放送した。
日本全国いいとこコンサート 新潟・村上（公演中止）
2020年に新潟県村上市で開催予定であったが、新型コロナウィルス感染拡大の影響を受けて公演中止。当日上演予定であった内容を東京のNHKホールにて無観客で収録し、Eテレで2021年1月3日に初回放送した。
日本全国いいとこコンサート 福島 楢葉（公演中止）
2021年2月7日に福島県双葉郡楢葉町で開催予定であったが、前年の村上公演と同じ理由で公演中止。当日上演予定であった内容は、通常のスタジオ収録回のフォーマットに変更したうえで、Eテレで3月8日から12日まで（1週間）放送された。
日本全国いいとこコンサート in 奈良
2021年6月27日に奈良県北葛城郡上牧町の上牧町文化センターで開催。Eテレで9月4日に総集編が放送された。別途レギュラー枠でも9月6日から10日まで（1週間）放送。
日本全国いいとこコンサート in 福井
2021年12月5日に福井県坂井市春江町のハートピア春江で開催。Eテレで2022年1月16日に初回放送。
にほんごであそぼコンサート in 石川
2022年6月19日に石川県輪島市の輪島市文化会館で開催（2回目公演中に地震発生のため中止）。Eテレで2022年7月22日に初回放送。
にほんごであそぼコンサート in 鹿児島
2023年2月5日に鹿児島県指宿市の指宿市民会館で開催。Eテレで2023年2月23日に初回放送。

## 作品
ビデオ・DVD
1. にほんごであそぼ「コニちゃんさんよう」[45][46]
発売日：2004年7月23日
発売元：NHKソフトウェア（ビデオ）、日本ビクター（株）・NHKエンタープライズ（DVD）
2. にほんごであそぼ「萬斎まんさい」[47][48]
発売日：2004年7月23日
発売元：NHKソフトウェア（ビデオ）、日本ビクター（株）・NHKエンタープライズ（DVD）
3. にほんごであそぼ 萬斎満開[49][50]
発売日：2005年8月26日
発売元：NHKエンタープライズ
ビデオは日本ビクター（株）
4. にほんごであそぼ コニちゃん満腹[51][52]
発売日：2005年10月21日
発売元：NHKエンタープライズ
ビデオは日本ビクター（株）
5. にほんごであそぼ さんようかろく 北から南から[53][54]
発売日：2005年10月21日
ビデオは日本ビクター（株）
発売元：NHKエンタープライズ
6. にほんごであそぼ でんでらりゅうば[55]
発売日：2006年11月24日
発売元：NHKエンタープライズ
7. にほんごであそぼ デロレン四字熟語[56]
発売日：2008年5月23日
発売元：NHKエンタープライズ
8. にほんごであそぼ 萬斎のややこしや〜草枕〜[57]
発売日：2008年10月24日
発売元：NHKエンタープライズ
9. にほんごであそぼ 私と小鳥と鈴と 〜みんなちがってみんないい〜[58]
発売日：2010年4月23日
発売元：NHKエンタープライズ
10. にほんごであそぼ たっぷり[59]
発売日：2012年2月24日
発売元：NHKエンタープライズ
11. にほんごであそぼ 元気コンサート in 福島[28]
発売日：2013年4月12日
発売元：NHKエンタープライズ
12. にほんごであそぼ ありがとう・童謡[60]
発売日：2014年7月25日
発売元：NHKエンタープライズ

CDシングル
1. 恋そめし[61]
アーティスト名：ちーむ・をとめ座（ほのか、さつき、りんか、まり）
発売日：2015年9月2日
規格番号：WPZL-31073/4
発売元：ワーナーミュージック・ジャパン

CDアルバム
1. NHK「にほんごであそぼ」じゅげむ[62]
発売日：2004年4月21日
規格番号：WPCL-10083
発売元：ワーナーミュージック・ジャパン
2. NHK「にほんごであそぼ」ややこしや[63]
発売日：2004年4月21日
規格番号：WPCL-10082
発売元：ワーナーミュージック・ジャパン
3. NHK「にほんごであそぼ」〜ぴっとんへべへべ〜[64]
発売日：2005年4月13日
規格番号：WPCL-10179
発売元：ワーナーミュージック・ジャパン
4. NHK「にほんごであそぼ」〜雨ニモマケズ〜[65]
発売日：2005年4月13日
規格番号：WPCL-10178
発売元：ワーナーミュージック・ジャパン
5. NHKにほんごであそぼ〜名文しりとり〜[66]
発売日：2006年4月26日
規格番号：WPCL-10264
発売元：ワーナーミュージック・ジャパン
6. NHKにほんごであそぼ〜かぞえてナンボ〜[67]
発売日：2006年4月26日
規格番号：WPCL-10265
発売元：ワーナーミュージック・ジャパン
7. NHKにほんごであそぼ うたCD「でんでら へべへべ どうぢやいな」[68]
発売日：2006年10月25日
規格番号：WPCL-10378
発売元：ワーナーミュージック・ジャパン
8. NHK にほんごであそぼ わらべうた[69]
発売日：2007年2月21日
規格番号：WPCL-10391
発売元：ワーナーミュージック・ジャパン
9. NHK にほんごであそぼ うたCD「みんなちがって みんないい」[70]
発売日：2009年2月25日
規格番号：WPCL-10655
発売元：ワーナーミュージック・ジャパン
10. NHKにほんごであそぼ「こころよ」〜そうとうほんきなピリカチカッポ〜[71]
発売日：2011年4月6日
規格番号：WPCL-10941
発売元：ワーナーミュージック・ジャパン
11. NHKにほんごであそぼ 「ふるさとの・・・」[72]
発売日：2012年4月25日
規格番号：WPCL-11057
発売元：ワーナーミュージック・ジャパン
12. NHK にほんごであそぼ「ええじゃないか日本」[73]
発売日：2013年6月26日
規格番号：WPCL-11429
発売元：ワーナーミュージック・ジャパン
13. NHK にほんごであそぼ 童謡（どうよう）[74]
発売日：2014年6月25日
規格番号：WPCL-11864
発売元：ワーナーミュージック・ジャパン
14. NHK にほんごであそぼ「ちょちょいのちょい暗記」[75]
発売日：2015年6月24日
規格番号：WPCL-12100
発売元：ワーナーミュージック・ジャパン
15. NHK にほんごであそぼ「光リコボルル。」[76]
発売日：2015年10月21日
規格番号：WPCL-12251
発売元：ワーナーミュージック・ジャパン

CDアルバム（ベスト）
1. NHKにほんごであそぼCD「百」〜たっぷりうたづくし〜[77]
発売日：2010年4月7日
規格番号：WPCL-10773/74
発売元：ワーナーミュージック・ジャパン
2. NHKにほんごであそぼ「まってました!」〜うなりやベベン 名曲集〜
発売日：2016年11月23日
規格番号：WPCL-12453/4
発売元：ワーナーミュージック・ジャパン

CD+DVDアルバム
1. NHKにほんごであそぼ「華麗に よさ恋そめし」
発売日：2017年5月10日
規格番号：WPZL-31302/3
発売元：ワーナーミュージック・ジャパン
2. NHKにほんごであそぼ「VIVA!ひこ星☆をとめ座」
発売日：2017年10月25日
規格番号：WPZL-31387/8
発売元：ワーナーミュージック・ジャパン

出版・教材
- 雨ニモマケズ[78]
発売日：2005年4月26日
発売元：集英社
- にほんごであそぼ どや[79]
発売日：2004年11月16日
発売元：日本放送出版協会
- にほんごであそぼ いろはかるた週めくり 2005年度[80]
発売日：2004年12月10日
発売元：天田印刷加工（ハゴロモ）
- にほんごであそぼ いろはかるた週めくり 2006年度 カレンダー[81]
発売日：2005年10月31日
発売元：エトワール（ハゴロモ）
- ソフトビーナ専用絵本ソフト「にほんごであそぼ」[82]
発売日：2006年8月5日
発売元：学研
- にほんごであそぼ カレンダー 2007年版[83]
発売日：2006年10月28日
発売元：エトワール（ハゴロモ）
- にほんごであそぼ 2008年カレンダー[84]
発売日：2007年10月8日
発売元：エトワール（ハゴロモ）
- にほんごであそぼ四字熟語かるた 2009年カレンダー[85]
発売日：2008年09月29日
発売元：エトワール（ハゴロモ）
- にほんごであそぼDS[86]
発売日：2008年10月9日
発売元：アイイーインスティテュート
- ベベンの紙芝居[87]
発売日：2015年9月23日
発売元：金の星社

グッズ
- にほんごであそぼ いろはかるた[88]
発売日：2004年5月
発売元：エンスカイ
- にほんごであそぼ いろはかるた其の二[89]
発売日：2005年11月19日
発売元：エンスカイ
- にほんごであそぼ 四字熟語かるた[90]
発売日：2008年1月25日
発売元：エンスカイ
- にほんごであそぼ 絵あわせかるた[91]
発売日：2010年2月13日
発売元：エンスカイ
- にほんごであそぼ 絵あわせかるた 其の二[92]
発売日：2012年2月9日
発売元：エンスカイ
- にほんごであそぼ 絵あわせかるた 其の三[93]
発売日：2013年12月16日
発売元：エンスカイ
- にほんごであそぼ ことわざかるた[94]
発売日：2015年9月17日
発売元：エンスカイ

## 受賞歴
- 第30回放送文化基金賞 個人・グループ部門 放送文化（2003年度、ただし制作グループに対しての賞）[95]
- グッドデザイン大賞（2004年度、『ドレミノテレビ』とまとめて）[2]
- 第7回日韓中テレビ制作者フォーラム エンターテイメント番組部門最優秀番組賞（2007年）[96]
- アメリカ国際フィルム・ビデオ祭 教育番組 幼児向け部門 クリエイティブ・エクセレンス賞（2011年）[96]
- ひまわり褒章2013 個人・団体部門賞（2012年）[97][98]

## スタッフ
- 音楽 - 周防義和、祐天寺浩美、長山善洋、BANANA ICE、
- 音楽制作 - ワーナー・ブラザース ホームエンターテイメント
- 脚本協力 - 井出隆夫
- 歌舞伎作調 - 田中傳左衛門
- 二十五絃箏 - 日原暢子
- 箏指導 - 深海さとみ
- コーナー構成 - 渡辺創、床屋かなぶん、竹村武司
- アートディレクション - 佐藤卓
- 文字デザイン - 日下部昌子、加藤奈摘
- 絵 - 仲條正義
- キャラクターデザイン - 福田利之
- アニメーション - スリー・ディ、遊佐かずしげ、鎌田明、ダイノサトウ
- プログラミング - Asu
- イラスト - ヨシタケシンスケ
- 原画 - 田嶋健
- 振付 - ラッキィ池田、彩木エリ
- 衣装・セットデザイン - ひびのこづえ
- ヘアデザイン - 宮森隆行、宮森絵利
- 方言コーナー指導 - 佐藤亮一
- 総合指導 - 齋藤孝
- 制作 - NHKエデュケーショナル